# Anomala babai
Anomala babai är en skalbaggsart som beskrevs av Kobayashi 1987. Anomala babai ingår i släktet Anomala och familjen Rutelidae. Inga underarter finns listade i Catalogue of Life.